# Perspektiv (overført betydning)
|  | Sammenskrivningsforslag Artiklerne Synsvinkel, Perspektiv (overført betydning) er foreslået sammenskrevet. (Siden 2009) Diskutér forslaget |

 Denne artikel bør gennemlæses af en person med fagkendskab for at sikre den faglige korrekthed.

Perspektiv i denne betydning er ensbetydende med at se på tingene på en vis afstand, så helheder og sammenhænge kan opfattes.
Når man er dybt involveret i noget, kan man undertiden have svært ved at danne sig et overblik. Man kan ikke se skoven for bare træer. Det kan hjælpe at træde lidt tilbage og måske se på tingene med friske øjne efter at have sundet sig lidt. Man taler om at se på tingene i et helhedsperspektiv. Er der overvejende tale om tilbageskuende perspektivering, taler man om at anskue tingene retrospektivt eller se på tingene i retrospektiv. Er der overvejende tale om fremadskuende perspektivering, taler man om fremtidsperspektiver, eventuelt om perspektivplaner. Ligger noget langt ude i fremtiden, (så man ikke behøver at bekymre sig om det lige nu og her) kan man bruge vendingen "set i langsigtet perspektiv ...".
Hvis der er tale om bestemte aspekter eller størrelsesordner kan man bruge forskellige former, som f.eks. set i økologisk perspektiv ... etc., og ved litteraturstudier kan opgaven være at blotlægge forskellige underliggende perspektiver (sociale, politiske, psykologiske osv). 